# Бережа (приток Дисны)
Бере́жа (бел. Бярэ́жа) — река в Белоруссии, левый приток Дисны. Протекает в Миорском и Шарковщинском районах Витебской области.
Длина реки — 15 км. Площадь водосбора 161 км². Средний наклон водной поверхности 1,7 %.
Река вытекает из озера Бережа, окружённого обширными болотами. Генеральное направление течения юг и юго-запад. Русло на протяжении 7,8 км от истока до деревни Белый Двор канализировано. На реке есть несколько плотин и запруд. Протекает деревни Белый Двор, Дикеево, Отоки, Шишки, Крапивники. Крупных притоков не имеет. Впадает в Дисну двумя километрами выше села Германовичи.